# Bendis gentilis
Bendis gentilis là một loài bướm đêm trong họ Noctuidae.